# Castres Olympique
Castres Olympique (o, simplement, CO) és un club de rugbi a 15 francès a Castres, al sud-oest de França, és a dir, en el Tarn. Triple campió de França de Rugbi 1a divisió (1949, 1950, 1993), guanyador de la Coupe de France el 1948, guanyant la Copa de la Lliga anomenat "Desafiament de la Ràdio del Sud" el 2004 i va guanyar l'Europeu Shield en 2003 va plantejar Madejski Stadium de Londres.
CO és l'únic club de rugbi en el Tarn que van participar regularment en la Copa d'Europa HCUP d'estar a 1a divisió des de 1989 i han guanyat els més Bouclier de Brennus (a part de la U. S. Carmaux Campió de França 1a divisió el 1951 el club es troba actualment en Federal 3). Actualment està participant en el Championnat de França de Rugbi Començament de la pàgina 14 Taronja XV.
El club ocupa l'Estadi Pierre-Antoine es troba al centre de Castres gairebé des del començament del segle xix.